# هوك مان
هوك مان هو اسم لعدة أبطال خارقين في دي سي كومكس،صنفته موقع آي جي إن في المرتبة 56 ضمن قائمتها لأفضل الأبطال الخارقين في التاريخ.